# Smilin' Through
Smilin' Through é um filme norte-americano de 1932, do gênero drama, dirigido por Sidney Franklin  e estrelado por Norma Shearer e Fredric March.

## Produção
Primeiro filme sonoro de Norma Shearer que não trata de pecado e sofisticação, Smilin' Through é um drama romântico com elementos fantásticos, o que justifica a trama implausível. O excelente desempenho da dupla de protagonistas, entretanto, dá credibilidade ao roteiro, enquanto o diretor Franklin impede que o filme se transforme em mero dramalhão lacrimoso.
Um dos destaques da produção é o trabalho do diretor de fotografia Lee Garmes, porém o filme foi indicado somente ao Oscar de Melhor Filme.
Smilin' Through foi o primeiro produto do contrato de Fredric March com a MGM. Terminadas as filmagens, o casal Norma Shearer-Irving Thalberg (o produtor) viajou para a Europa -- ele estava exausto depois de oito anos ininterruptos supervisionando toda a produção do estúdio. Além disso, havia o problema dos crescentes atritos com Louis B. Mayer e Nicholas Schenck.
O próprio Sidney Franklin havia dirigido a primeira versão da história, em 1922, com Norma Talmadge no papel principal. A trama foi refilmada outra vez, em 1941, com Jeanette MacDonald.

## Sinopse
Grã-Bretanha, início do século XX. O amarguradp John Carteret chora por sua noiva Moonyeen, morta pelo antigo pretendente, Jeremy  Wayne, no dia do casamento. Alguns anos mais tarde, Cartered tem de criar uma sobrinha órfã -- Kathleen --, que é a cara de Moonyeen. Kathleen logo se apaixona por Kenneth, também muito parecido com o pai, o mesmo Jeremy que assassinou a noiva de Carteret.

## Premiações
| Prêmio | Categoria    | Situação |
| ------ | ------------ | -------- |
| Oscar  | Melhor Filme | Indicado |

- Film Daily: Ten Best Films of 1932[4]
- Photoplay: Medalha de Honra

## Elenco
| Ator/Atriz       | Personagem          |
| ---------------- | ------------------- |
| Norma Shearer    | Kathleen / Moonyeen |
| Fredric March    | Kenneth / Jeremy    |
| Leslie Howard    | John Carteret       |
| O. P. Heggie     | Doutor Owen         |
| Ralph Forbes     | Willie Ainley       |
| Beryl Mercer     | Madame Crouch       |
| Margaret Seddon  | Enfermeira Ellen    |
| Forrester Harvey | Serviçal            |